# Andrena helvola
Andrena helvola  es una especie de abeja minera (familia Andrenidae).

## Distribución
Se distribuye por región paleártica.